# Norrasjön (Näsby socken, Småland)
Norrasjön är en sjö i Vetlanda kommun i Småland och ingår i Emåns huvudavrinningsområde. Sjön är 16 meter djup, har en yta på 0,82 kvadratkilometer och befinner sig 182 meter över havet. Sjön avvattnas av vattendraget Emån.

## Delavrinningsområde
Norrasjön ingår i det delavrinningsområde (636658-145304) som SMHI kallar för Utloppet av Norrasjön. Medelhöjden är 197 meter över havet och ytan är 5,8 kvadratkilometer. Räknas de 37 delavrinningsområdena uppströms in blir den ackumulerade arean 508,92 kvadratkilometer. Emån som avvattnar avrinningsområdet har biflödesordning 2, vilket innebär att vattnet flödar genom totalt 2 vattendrag innan det når havet efter 166 kilometer. Delavrinningsområdet består mestadels av skog (60 procent) och jordbruk (15 procent). Avrinningsområdet har 0,82 kvadratkilometer vattenytor vilket ger det en sjöprocent på 14,1 procent.